# Proud (песня Тамары Тодевской)
«Proud» — сингл македонской певицы Тамары Тодевской, авторами которого выступили Дарко Димитров, Роберт Билбилов и Лазар Цветковски, а слова написали Коста Петров и Саня Поповска. С этой песней Тамара Тодевска представляла Северную Македонию на конкурсе песни «Евровидение-2019», который проходил в Тель-Авиве. Изначально выпустить песню планировалось 4 марта 2019 года, дата релиза была перенесена накануне на 8 марта 2019 года, чтобы совпасть с Международным женским днем.

## Фон
В январе 2019 года македонское радио и телевидение сообщило, что певица Тамара Тодевска будет представлять Северную Македонию на конкурсе песни «Евровидение-2019» в Тель-Авиве, Израиль. Тодевска ранее представляла страну вместе с Врчаком и Адрианом на конкурсе 2008 года в Белграде, Сербия, с песней «Let Me Love You», но не прошла в финал. Тамара также была бэк-вокалисткой в исполнении Тоше Проески «Life» в 2004 году и исполнении Тияны Дапчевич «To The Sky» в 2014 году.

## Состав
Первоначально представленная как гимн феминисток, Тодевска объяснила, что «Proud» — это песня для «всех, кому сказали опустить голову и следовать правилам общества», что, по её словам, «не имеет смысла в XXI веке». Коста Петров, который написал текст песни в соавторстве со своей женой Саней Поповской, рассказал, что «Proud» была написана для их дочери, а также для дочери Тодевской, но в целом это песня о равенстве: «Это о принятии себя, любить себя и праздновать свое истинное я. Это о гордости за себя. Он прославляет женственность и феминизм, но относится к иммигрантам, ЛГБТ, ко всем, кто борется за равенство. Для всех, кого унижали за то, кто они есть, это песня для них» .

## Евровидение

### Фон
28 января 2019 года была проведена жеребьевка, в ходе которой каждая страна попала в один из двух полуфиналов, а также была определена половина шоу, в котором они будут выступать. Северная Македония вышла во второй полуфинал и должна была выступить во второй половине шоу. В конечном итоге Тодевска должна была выступить под номером 17, предпоследним в соответствующем полуфинале.

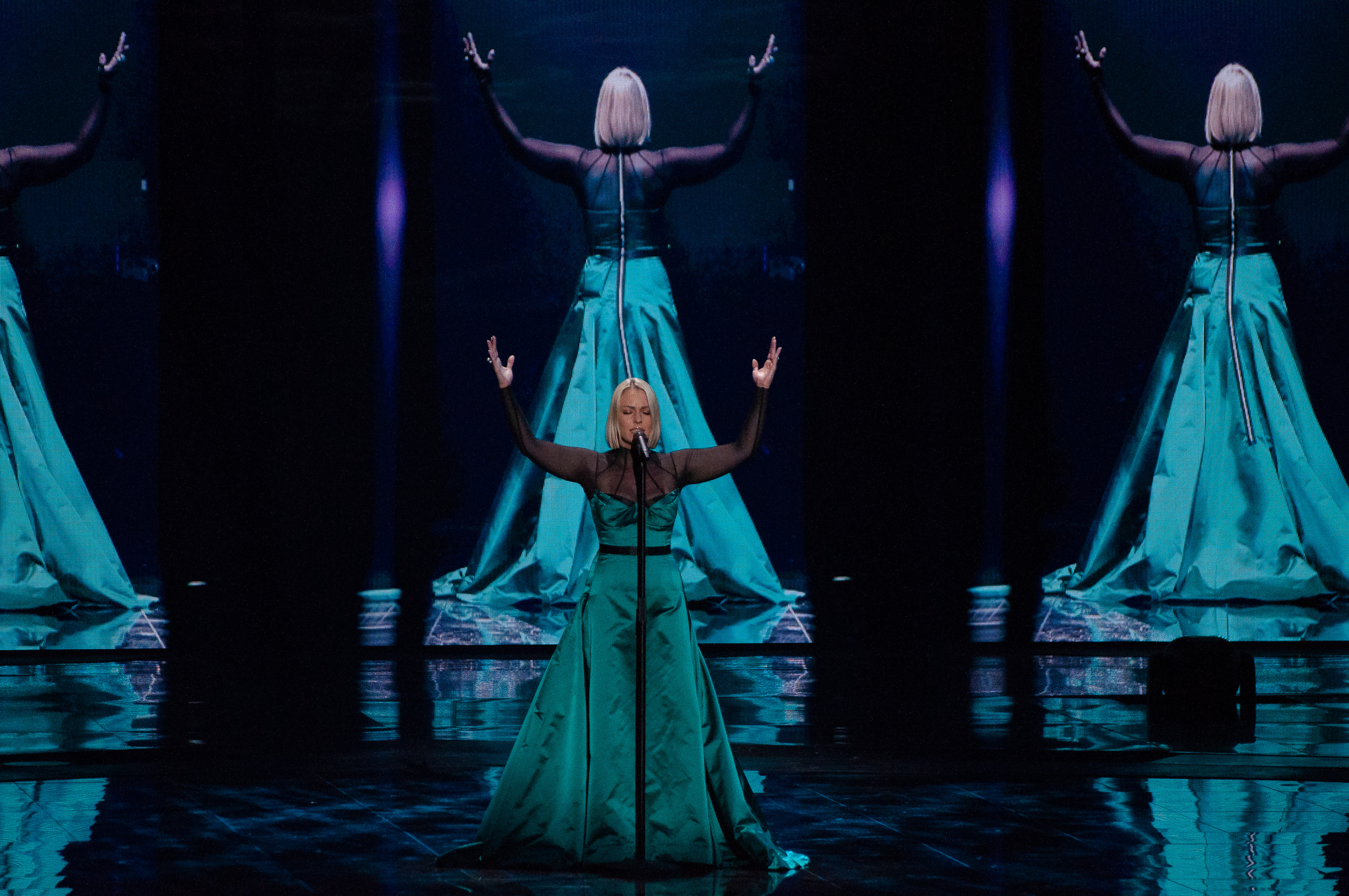
Тамара Тодевска исполняет «Proud» во время генеральной репетиции второго полуфинала. Отражения платья можно увидеть на светодиодных экранах за её спиной.

Выступление начинается с тонкого освещения Тодевской, когда начинают проявляться отражения платья. Когда свет падает на лицо Тодевской, она начинает хореографировать жесты рук, что свидетельствует об уверенности и силе. Когда звучит первый припев, из нижних прожекторов начинает выходить фиолетовый. На мостике сцена снова темнеет, а на задних экранах на монохромных экранах показываются изображения женщин и девушек. Второй куплет был выделен лиловыми лучами, выходившими из щелей экранов. Во втором припеве на сцене расцвели лучи белого света, постепенно создавая воодушевляющую атмосферу к финалу. Во втором полуфинале световое пятно было усилено тонким голубым свечением из просветов экрана, но в гранд-финале его не было. Конечная нота была исполнена, когда Тодевска сияла в лучах прожектора, а на экране была показана фотография, на которой она держит свою дочь Хану.

### Результат
Северная Македония была первой страной, которая была объявлена для участия в Финале. Он занял 2-е место во втором полуфинале с 239 баллами как от жюри, так и по телеголосованию. В финале «Proud» исполнялась в первой половине шоу под восьмым номером. В итоге Македония заняла восьмое место с 295 баллами, второе место по результатам голосования жюри и двенадцатое место по результатам телеголосования. Однако 22 мая 2019 года было опубликовано заявление EBU, в котором говорилось, что во время трансляции Финала четырьмя днями ранее был дан неверный результат белорусского жюри. Ошибка, упомянутая в заявлении EBU, заключалась в представлении нижней десятки совокупного результата Беларуси, а не первой десятки. Неверное количество очков имело некоторые последствия для рейтинга. Северная Македония стала победителем голосования жюри, и в итоге страна заняла седьмое место, набрав в общей сложности 305 баллов (на одно место выше). Это было первое попадание Северной Македонии в десятку лучших с момента присоединения к соревнованиям в 1998 году и лучший результат в целом.

## Трэк-лист
| №  | Название | Длительность |
| -- | -------- | ------------ |
| 1. | «Proud»  | 3:00         |

| №  | Название                 | Длительность |
| -- | ------------------------ | ------------ |
| 1. | «Proud (Cyrillic Remix)» | 3:56         |